# Breux-sur-Avre
Breux-sur-Avre -hasta 1936 se llamaba simplemente Breux- es una localidad y comuna francesa situada en la región de Alta Normandía, departamento de Eure, en el distrito de Évreux y cantón de Nonancourt.

## Demografía
| 499 | 534 | 534 | 474 | 518 | 538 | 502 | 525 | 530 | 501 | 501 | 438 | 446 | 386 | 407 | 352 | 348 | 346 | 327 | 344 | 340 | 326 | 336 | 321 | 289 | 255 | 234 | 198 | 201 | 208 | 218 | 293 |
| Para los censos de 1962 a 1999 la población legal corresponde a la población sin duplicidades (Fuente: INSEE [Consultar]) |     |     |     |     |     |     |     |     |     |     |     |     |     |     |     |     |     |     |     |     |     |     |     |     |     |     |     |     |     |     |     |

Gráfico de la evolución de la población entre 1794 y 1999